# Străoane
Străoane – wieś w Rumunii, w okręgu Vrancea, w gminie Străoane. W 2011 roku liczyła 2033
mieszkańców